# Benki Piyãko
Benki Piyãko, também Benki Pianko, Benki Piãnko e Benki Ashaninka (Apiwtxa, 24 de fevereiro de 1974) é um representante político e xamânico do povo Ashaninka, localizado no Acre, na fronteira entre Brasil e Peru.

## Biografia
Benki Piyãko nasceu em 24 de fevereiro de 1974, no rio Amônia, perto da fronteira com o Peru.
A partir dos 2 anos, Benki passou a ser criado por seu avô, que lhe deu o nome Wenki (guerreiro da vida) e fez dele um pajé treinado.
De 2005 a 2007, ele foi secretário do meio-ambiente da região do rio Juruá, no Acre. Desde julho de 2007, ele dirige o centro de treinamento Yorenka Ãtame (saber da floresta), na cidade de Marechal Thaumaturgo. Atualmente, ele coordena uma colaboração com os jovens indígenas da aldeia de Marechal Thaumaturgo e, junto com eles, o projeto “Jovens Guerreiros Guardiões da Floresta”.
Benki Piyãko é líder das comunidades indígenas do Acre e, além de defender a preservação de aldeias também combate a exploração predatória das terras. Procura disseminar técnicas às comunidades, que ajudem a preservar o meio ambiente.
Benki é também agente agroflorestal e vice-presidente da organização Ashaninka, onde é responsável pelo de manejo de recursos naturais.
Também tem atividade como músico e ator.
O projeto Escola Yorenka Ãtame (saber da floresta), que pretendeu dar continuidade à preservação de conhecimentos tradicionais, deve a sua concretização à ação de Benki Pianko. Benki soube construir uma ampla rede de relações que reuniu desde empresários cariocas até artistas da Rede Globo. Esse grupo decidiu "apoiar a ideia de uma escola para fomentar os projetos de desenvolvimento sustentável; ideia que Benki não conseguia concretizar como titular da pasta de Meio Ambiente e Turismo de Marechal Thaumaturgo por falta de apoio político e de recursos financeiros."

## Homenagens e premiações
Em 10 de dezembro de 2013, no Dia Internacional dos Direitos Humanos, foi-lhe atribuído o Prêmio dos Direitos Humanos (Menschenrechtspreis, em alemão) da cidade de Weimar, pelo seus esforços no convívio pacífico entre os Ashaninka e seus vizinhos brancos. A escolha do ganhador se deu a partir de uma recomendação da Sociedade para Povos Ameaçados (Gesellschaft für bedrohte Völker, em alemão).
Recebeu também o Prêmio Nacional de Direitos Humanos em 2004. Este, por promover direitos humanos do povo Ashaninka e por divulgar a luta dos territórios indígenas e soberania do Brasil (a comunidade Apiwtxa, do povo Ashaninka, sofre invasões de madeireiras peruanas).
Contemplado pelo Prêmio-E, em junho de 2012. O prêmio foi uma iniciativa da Unesco, do Instituto-E e da Prefeitura do Rio de Janeiro, objetivando reconhecer iniciativas de desenvolvimento sustentável.

## Filmografia

### Televisão
| Ano  | Título            | Personagem |
| ---- | ----------------- | ---------- |
| 2017 | A Força do Querer | Ashaninka  |